# George Hora
George Hora (n. 25 martie 1985, Beiuș, Bihor, România) este un cântăreț, compozitor și producător muzical român stabilit în București, România. Este administratorul casei de producție și înregistrãri „Studio 66 Records”, membru activ în duo-ul de succes „Dirty Nano”, producător executiv al Kameliei și membru al proiectului muzical Voxlight. De-a lungul timpului a colaborat cu artiști de succes ca și: Puya, Connect-R, Marius Moga, Voltaj, Loredana Groza, Pepe, Andra, Alina Eremia, Grasu XXL, Feli, Guess Who, Irina Rimes, AMNA si mulți alții, pe parte de producție, compoziție și inginerie de sunet.
Primele sale compoziții apar de la vârsta de 14 ani când își formează în Timișoara trupa pop D.G TAL, împreună cu sora lui Kamelia. În 2001 compune și produce primul album, cu care câștigă concursul „Best New Band”, susținut de PRO FM. Absolvent al Colegiului de Arhitectură Ion Mincu, urmează cursurile Școlii Populare de Arte la secțiile pian, keyboard, percuție respectiv inginerie de sunet. Își continuă studiile la Facultatea de Muzică din Timișoara, secția Teorie-Pedagogie-Dirijat și își susține examenul de licență în acustică.

## Cariera
În 2004 compune pentru trupa Activ single-ul lor de mare succes „Doar cu tine”. Anii ce urmează produce pentru Sistem piesele „Never” și „Soare”, mixează și masterizează pentru Crush și Alexandra Ungureanu albumul „Hello”, colaborează cu DJ Andi și lansează 3 hituri electro club: „Colours of the Rainbow” (2008), „Freedom” (2009) și „Happiness” (2010), toate cu Stella și Universe, hituri care ajung pe cele mai înalte poziții ale topurilor din România.
Câștigă primul concurs de compoziție privat din România în 2008 Battle of Songs, luând premiul cel mare în valoare de 10.000 euro cu piesa „De când ai plecat”, interpretată de Alin Nica.
În 2009, din postura de compozitor, participă în finala Eurovision România cu 2 piese: Juan Xavier – „Perdoname” și Alin Nica – „Don’t leave”. Concurează și la Cerbul de Aur cu compoziția „Dirty Dancer”, interpretată de reprezentanta Australiei, artista Xonia.
George Hora este contactat și de către Disney Channel pentru a juriza concursul „Fii o vedetă Disney Channel”, alături de Smiley și Alexandra Ungureanu.
Panta ascendentă fiind evidentă, Puya îl contactează pentru a participa la partea de producție a albumului acestuia, „Românisme I”. Astfel, George Hora compune și interpretează hitul anului 2009, „Undeva-n balcani”. Acesta este momentul când producătorul apare prima dată în fața publicului și în postura de artist. Jumătate din track-urile albumului Puya – „Românisme II” sunt compuse și produse de el, printre care și „Change”, piesa care s-a clasat în top 100 cele mai difuzate piese din România, „V.I.P.” (cu Kamelia), „Doamna si vagabondul” și „Fresh”.
Anul următor se lansează primul single George Hora: „Elyo” precum și single-ul Ca$$a Loco și George Hora – La Mall, cu care atrage atenția tuturor. În același an artistul surprinde prin compoziția și sunetul noii sale piese „Oki Yey” și produce pentru Voltaj piese precum „Mi-e dor de”, „Pic Pic”, „Lumea e a mea”, „A XII-a” și prima piesă a Kameliei – „Dreamin”. De sfârșitul anului 2010 se leagă și compoziția/producția Puya cu Connect-R – „Americandrim”. 
Printre noutățile anilor următori sunt single-urile Puya – „Vestul sălbatic”, Kamelia – „Come Again”, dar și single-urile George Hora: „I Need Somebody”, „Privesc înainte” și „Noi 2” feat. Nane. 
La sfârșitul anului 2019 George revine în atenția publicului ca și artist interpretând alături de Cuza, Irina Rimes și Carmen Tănase - „Dor de casă”.
Într-o perioadă apăsătoare, aproape contaminată de nesiguranță și îndoieli, în noiembrie 2020 AMNA și George Hora lansează „Încrederea”, o baladă produsă de George Hora în Studio 66 Records, piesa cu peste 1,3 milioane de vizualizări care a ajuns în secțiunea „YouTube Trending” în primele zile de la data lansării.

## Proiecte muzicale
Studio 66 Records
În tot acest timp pune bazele label-ului independent Studio 66 Records, primul său artist fiind Eli, care se remarcă extrem de repede pe scena hip-hop, urmând Mark Freantzu și Kamelia. Împreună cu aceștia lansează sub numele STUDIO 66 și primul videoclip „Totul pentru bani”. Proiectul devine unul de producție cu influențe urban / trap / hip-hop, urmând ca între anii 2008 și 2013 să se focuseze pe lansarea artiștilor noi și pe descoperirea talentelor din Timișoara. Colaborează pe parte de producție cu tineri talentați ca și Cătălin Ivașcu (Fligh High Studio), Erik Kecse (May Fourteen), ScreeN precum și cu artiștii: Bogness, Lu-K, Nosfe, Super Ed, Vescan, Alan și Kepa „Noaptea Târziu” în cadrul piesei „Jupânii”. În 2019 a compus, împreună cu Alex Velea piesa „Maluma” interpretată de Lino Golden și Mario Fresh. Alți artiști colaboratori și apropiați ai label-ului sunt: Phaser, Juan Xavier, Colin, Dennis Hertz, Nadine, Malenna, Andi Grasu și Alex Mica.
Voxlight 
În 2007 George Hora începe colaborarea cu trupa electro-pop „Voxis” și în 2009, în calitate de producător exclusiv semnează un contract cu una dintre cele mai mari case de discuri din România Cat Music și lansează hitul anului „To The Moon” feat. Dj Andy, prezent în Top 40 Hits „Tell me Everything” și „I just Wanna” care este considerat unul dintre cele mai bune single-uri la nivel internațional. În 2012 linia melodică se schimbă și proiectul își schimbă denumirea în Voxlight, se orientează către zona dance, urmând și o colaborare cu Kamelia - „Never Let You Go”. În 2015 a fost lansată cea mai de succes piesă la nivel internațional a band-ului „Lolita”. Astăzi, Voxlight este reprezentată de George Hora, Andrei Ardelean și Bogdan S. Buzatu.
Dirty Nano
Sub pseudonimul „Dirty Nano” lansează în 2011 primele remix-uri online destinate iubitorilor de house, deep house și dance. În 2015 își unește forțele cu prietenul și manager-ul lui, Tinu Vidaicu. Împreună aduc un vibe pozitiv pe scena electronică și strâng în jurul lor un cult muzical.  Artiștii au lansat 2 CD-uri, care conțin un total de 30 de piese. Majoritatea sunt remix-uri oficiale, lansate în colaborare cu interpreții originali – Inna, The Motans, Delia sau Alina Eremia. Multe din acestea sunt semnate și publicate chiar de către colosul Global Records. Primul single original din cariera Dirty Nano – „Promite-mi” feat. Alina Eremia a devenit o senzație radio, precum a strâns și un total de 5,7M de ascultări pe YouTube.  Relația strânsă dintre Dirty Nano și The Motans a condus la cele mai celebre remix-uri din această serie. “Versus” a fost primul hit remix al DJ-ilor care a atins 2M de ascultări pe YouTube, iar acum, băieții numără 15M de ascultări la “Înainte să ne fi născut” precum și 1.8M stream-uri pe Spotify, 10M pentru “Jackpot”, 6M la “Invitat” și peste 1M la „Insula”  Canalul de YouTube Dirty Nano are peste 77M de ascultări, 10M fiind pentru remix-ul “How would you feel”, a lui Ed Sheeran.
Kamelia
Din 2009 până în prezent supervizează cariera artistică a Kameliei și compune împreună cu ea hituri precum: „Come again”, „Prima Oară”, „Piesa mea preferată” dar și „Amor” cu peste 100M de vizualizări pe Youtube și 5M stream-uri pe Spotify.
Având mereu tendința de a experimenta și a fuziona stiluri muzicale diferite, George Hora adaugă muzicii pop/dance și RnB/Hip-Hop influențe melodice sârbești și balcanice. Adept al noului și cu o viziune extrem de largă, compozițiile sale sunt tot timpul asociate cu sound-ul occidental.
Portofoliul pieselor înscrise la UCMR-ADA depășește un număr de 300, multe dintre ele ocupând cele mai înalte poziții ale clasamentelor din România.

## Single-uri și colaborări
- „Undeva-n balcani” feat. Puya (2009)
- „Change” feat. Puya & Kamelia (2010)
- „Elyo” (2010)
- „Oky Yey” (2011)
- „I need somebody” (2011)
- „Să mă iubești”(2011)
- „Frumoasa și bestia” feat. Grasu XXL & Fely (2011)
- „O să fie bine” feat. Puya (2012)
- „Vreau să-mi dai 1 like”(2013)
- „Noi 2” feat. Nane (2013)
- „Studenta” feat. Eli (2013)
- „Ultima oară” feat. DJ Asher (2013)
- „Privesc înainte ” (2014)
- „Părinții ei” (2014)
- „Tu” (2014)
- „Mai aproape” feat. Nane (2014)
- „Nu te uita” (2014)
- „Parcă era ieri” feat. Nane (2014)
- „Vina ei”(2014)
- „Eu pot” feat. Mark (2014)
- „Favorite” (2015)
- „Genul meu” (2016)
- „Lasă-mă să plec” feat. S.A.N.T.O (2016)
- „Lângă tine” (2017)
- „Pauza” (2017)
- „Ai plecat” (2017)
- „Timpul” (2017)
- „Gura ta” (2017)
- „Ai o brichetă” (2017)
- „Plouă în oraș” feat Bogness (2017)
- „Toată viața” (2018)
- „Dor de casă” feat. Cuza, Irina Rimes & Carmen Tănase (2019)
- „Ghici cine-i la ușă” feat. Jerryco (2020)
- „Încrederea” feat. AMNA (2020)

## Prezență online
George Hora pe Facebook 
George Hora pe YouTube 
George Hora pe Instagram
George Hora pe Spotify
George Hora peTikTok